# 15 (tal)
15 (femten) er:
- Et naturlige tal efter 14, derefter følger 16.
- Et heltal.
- Et ulige tal.
- Et trekanttal (1+2+3+4+5)
- Et semiprimtal (et tal med to forskellige primtalsfaktorer).
- Et sammensat tal (et ikke-primtal).
- Et defektivt tal (summen af tallets divisorer er mindre end tallet).
- Det sjette heldige tal.
- På et 3*3 magisk kvadrat er summen af rækker, kolonner og diagonaler lig 15.

## I kemi
- Grundstoffet fosfor har atomnummer 15.

## Andet
- En af de gennemgående, tematiske Lost-tal (4 8 15 16 23 42).

- Wikimedia Commons har flere filer relateret til 15 (tal)

| Matematik | Spire Denne artikel om matematik er en spire som bør udbygges. Du er velkommen til at hjælpe Wikipedia ved at udvide den. |